# Cristo Re delle Suore Francescane della Beata Angelina
Cristo Re delle Suore Francescane della Beata Angelina é uma capela conventual e pública localizada na Via Giorgio Bolognetti, 4, no bairro de Monteverde Nuovo do quartiere Gianicolense de Roma. É dedicada a Jesus Cristo sob o título de "Cristo Rei".

## História
O convento ao qual está capela pertence foi construído no início do século XX para ser a cúria-geral da congregação das Franciscanas da Beata Angelina (em italiano:  Suore francescane della Beata Angelina). Ela se originou como um grupo de discípulas da mística cristã Santa Ângela de Foligno, que começou sua vida comunitária como uma franciscana secular em Foligno em 1388. Ela recomendou às suas seguidoras que não se fechassem num convento para poderem estar disponíveis para sair para a cidade para praticar obras de caridade para pobres e enfermos, o que era muito raro para mulheres da época.
As irmãs dirigem uma pequena escola no convento chamada Beata Angelina, com cerca de 30 alunas. Em 2013, a Santa Angelina foi canonizada.
A capela é subsidiária da igreja da Trasfigurazione di Nostro Signore Gesù Cristo.

## Descrição
O edifício ocupa a esquina perto da rua do belo edifício de três andares do convento, sem uma identidade arquitetural própria. Suas fachadas externas se abrem em altas janelas de topo curvo com grades de ferro no formato de videiras e largas molduras recuadas pintadas de branco. Há três delas do lado direito e duas flanqueando a entrada principal. Este portal é num estilo vagamente renascentista e está inserido num alto e raso nicho de topo curvo. O lintel é um bloco sólido com a borda inferior recortada e com a inscrição "Cor Iesu, adveniat regnum tuum" ("Coração de Jesus, Que venha a nós o Vosso reino"). Ele é flanqueado por elementos heráldicos da congregação (esquerda) e da Ordem de São Francisco (direita). Acima, uma estátua do Sagrado Coração de Jesus, a quem o convento foi dedicado, ocupa o tímpano e parte superior do nicho.
O lintel está assentado sobre um par de colunas recortadas em três seções, cada uma delas decorada com uma cruz grega.
A entrada para o convento fica logo à esquerda do portal da capela e é similar, mas o tímpano é liso e não há cruzes. A inscrição é "Istituto B. Angelina, casa S. Cuore".